# Спрінггілл (Луїзіана)
Спрінггілл (англ. Springhill) — місто (англ. city) в США, в окрузі Вебстер штату Луїзіана. Населення — 4801 особа (2020).

## Географія
Спрінггілл розташований за координатами 33°0′8″ пн. ш. 93°27′41″ зх. д. / 33.00222° пн. ш. 93.46139° зх. д. (33.002133, -93.461518).  За даними Бюро перепису населення США в 2010 році місто мало площу 16,29 км², з яких 16,09 км² — суходіл та 0,21 км² — водойми.

## Демографія
Згідно з переписом 2010 року, у місті мешкало 5269 осіб у 2179 домогосподарствах у складі 1379 родин. Густота населення становила 323 особи/км².  Було 2571 помешкання (158/км²).
Расовий склад населення:
| - 63,6 % — білих - 34,0 % — чорних або афроамериканців - 0,4 % — корінних американців - 0,4 % — азіатів - 0,1 % — вихідців з тихоокеанських островів |

До двох чи більше рас належало 1,0 %. Частка іспаномовних становила 1,6 % від усіх жителів.
За віковим діапазоном населення розподілялося таким чином: 22,6 % — особи молодші 18 років, 57,9 % — особи у віці 18—64 років, 19,5 % — особи у віці 65 років та старші. Медіана віку мешканця становила 41,3 року. На 100 осіб жіночої статі у місті припадало 91,4 чоловіків;  на 100 жінок у віці від 18 років та старших — 89,2 чоловіків також старших 18 років.
Середній дохід на одне домашнє господарство  становив 43 395 доларів США (медіана — 26 899), а середній дохід на одну сім'ю — 57 608 доларів (медіана — 36 349). Медіана доходів становила 25 969 доларів для чоловіків та 23 596 доларів для жінок. За межею бідності перебувало 36,0 % осіб, у тому числі 62,1 % дітей у віці до 18 років та 11,0 % осіб у віці 65 років та старших.
Цивільне працевлаштоване населення становило 1768 осіб. Основні галузі зайнятості: освіта, охорона здоров'я та соціальна допомога — 21,0 %, роздрібна торгівля — 15,9 %, виробництво — 13,2 %.